# Galidie
Galidie (Galidiinae) – podrodzina ssaków z rodziny falanrukowatych (Eupleridae).

## Występowanie
Podrodzina obejmuje gatunki występujące na Madagaskarze.

## Systematyka

### Podział systematyczny
Do podrodziny należą następujące rodzaje:
- Galidia I. Geoffroy Saint-Hilaire, 1837 – galidia – jedynym przedstawicielem jest Galidia elegans 	I. Geoffroy Saint-Hilaire, 1837 – galidia kasztanowata
- Galidictis I. Geoffroy Saint-Hilaire, 1839 – pasówka – jedynym przedstawicielem jest Galidictis fasciata (J.F. Gmelin, 1788) – pasówka malgaska
- Salanoia J.E. Gray, 1865 – salanoja – jedynym przedstawicielem jest Salanoia concolor (I. Geoffroy Saint-Hilaire, 1837) – salanoja jednobarwna
- Mungotictis Pocock, 1915 – kuman – jedynym przedstawicielem jest Mungotictis decemlineata (A. Grandidier, 1867) – kuman wąskosmugi